# Axel Schuster (Ruderer)
Axel Schuster (* 11. Februar 1976 in Ost-Berlin) ist ein ehemaliger deutscher Leichtgewichts-Ruderer. 2008 gewann er Weltmeisterschaftssilber mit dem Leichtgewichts-Achter.

## Sportliche Laufbahn
Der 1,83 m große Axel Schuster ruderte für den Ruder-Club Tegel 1886. Er belegte 1995 den vierten Platz im Leichtgewichts-Vierer ohne Steuermann beim Nations-Cup, einem Vorläuferwettbewerb der U23-Weltmeisterschaften. Zwei Jahre später belegte er mit dem Leichtgewichts-Achter den fünften Platz bei den Weltmeisterschaften 1997. 1998 startete er zusammen mit Martin Hasse im Leichtgewichts-Zweier ohne Steuermann. Beim Ruder-Weltcup in Luzern belegten die beiden den dritten Platz, bei den Weltmeisterschaften 1998 in Köln erreichten die beiden den sechsten Platz.
Drei Jahre später trat er mit Stefan Locher im Zweier an. Bei den Weltmeisterschaften 2001 belegten die beiden den achten Platz. 2002 wechselten die beiden in den Leichtgewichts-Vierer ohne Steuermann. Martin Müller-Falcke, Axel Schuster, Stefan Locher und Andreas Bech erreichten in den drei Weltcup-Regatten jeweils das A-Finale und belegten den fünften Platz bei den Weltmeisterschaften in Sevilla. Ein Jahr später erreichten die vier Deutschen den vierten Platz bei den Weltmeisterschaften in Mailand. 2004 belegte der deutsche Vierer in der gleichen Besetzung den zweiten Platz beim Weltcup-Auftakt in Posen. Bei den Olympischen Spielen in Athen verfehlte die Crew das A-Finale und belegte in der Gesamtwertung den elften Platz.
2005 trat der deutsche Leichtgewichts-Vierer ohne Steuermann in neuer Besetzung an. Bei den Weltmeisterschaften in Gifu belegten Bastian Seibt, Stefan Mlecko, Matthias Veit und Axel Schuster den fünften Platz. 2006 in Eton erreichten Seibt, Schuster, Joel El-Qalqili und Mlecko den siebten Platz. 2007 verpasste der deutsche Leichtgewichts-Vierer die Olympiaqualifikation für 2008. Bei den Weltmeisterschaften 2008 in den nichtolympischen Bootsklasse gewann Axel Schuster zum Abschluss seiner Karriere seine einzige internationale Medaille, als er mit dem Leichtgewichts-Achter die Silbermedaille hinter dem Boot aus den Vereinigten Staaten gewann. Matthias Veit, Marc Rippel, Johann-Sebastian Diemann, Jonas Schützeberg, Matthias Schömann-Finck, Adrian Bretting, Olaf Beckmann, Axel Schuster und Steuermann Martin Sauer hatten im Ziel 1,4 Sekunden Rückstand auf die Sieger.

## Deutsche Meisterschaften
Axel Schuster gewann insgesamt sieben Titel bei Deutschen Meisterschaften:
- Leichtgewichts-Zweier ohne Steuermann 1998 mit Martin Hasse sowie 2005 und 2006 mit Bastian Seibt[2]
- Leichtgewichts-Vierer ohne Steuermann 2002, 2003, 2004 jeweils mit Martin Müller-Falcke, Stefan Locher und Andreas Bech[3]
- Leichtgewichts-Achter 2002 mit Martin Müller-Falcke, Martin Fauck, Christian Dahlke, Martin Raeder, Lars Achtruth, Axel Schuster, Stefan Locher, Andreas Bech und Steuermann Jörg Dederding[4]